# Susanna Zimmermann
Pour les articles homonymes, voir Zimmermann.
Ne doit pas être confondu avec Suzanne Zimmerman.
Susanna Zimmermann, née le 11 mai 1987 dans le Canton de Glaris, est une mathématicienne suisse spécialiste de la géométrie birationnelle.
Elle est professeure à l'Université de Bâle depuis 2025. Ses travaux portent notamment sur le groupe de Cremona.

## Biographie

### Carrière
Susanna Zimmermann soutient sa thèse en 2016 sous la direction de Jérémy Blanc à l'Université de Bâle. Après avoir été recrutée comme chercheuse contractuelle à l'université Toulouse III, elle devient en 2017 maîtresse de conférence à l'université d'Angers, puis professeure à l'institut de mathématiques d'Orsay. En 2025, elle retourne à l'Université de Bâle, où elle est nommée professeure.

### Travaux
Les travaux de Susanna Zimmermann portent principalement sur l'étude du groupe de Cremona, un objet central en géométrie birationnelle. En 1894, Federigo Enriquez pose la question de la simplicité de ce groupe.
En 2018, elle parvient à calculer l'abélianisé de {\displaystyle Cr_{2}(\mathbb {R} )}. En 2019, elle démontre avec Jérémy Blanc et Stéphane Lamy que pour {\displaystyle n\geq 3} et {\displaystyle k} un sous-corps des nombres complexes, {\displaystyle Cr_{n}(k)} n'est pas simple. Stéphane Lamy et Serge Cantat ayant déjà résolu le cas pour {\displaystyle n=2} en 2013, cela répond à la question initiale d'Enriquez. 

### Activité éditoriale
Entre 2023 et 2027, elle fait partie du comité éditorial de la Gazette de la Société Mathématique de France. Elle siège aussi au comité éditorial de l'Épijournal de Géometrie Algébrique (d) . 

### Activités de diffusion
De 2021 à 2024, elle coorganise les Lectures Sophie Kowalevski, des masterclass de mathématique destinées en priorité aux étudiantes de M1, où deux chercheuses dispensent chacune un cours, l'un en analyse/probabilité, l'autre en algèbre/géométrie.
Depuis 2023, elle est ambassadrice de la Maison Poincaré. 
Elle est le sujet d'initiatives de promotion de la parité en mathématiques, comme le programme « Femmes en tête » en 2022 (initié par le Collège des Sociétés savantes académiques de France), ou encore l'exposition « Just do Maths ! » en 2024.

## Distinctions
- Médaille de bronze du CNRS en 2020, pour son travail sur le groupe de Cremona[4].
- ERC Starting Grant en 2022 pour son projet Saphidir[11].
- Membre junior de l'Institut universitaire de France de 2022 à 2027[12].
- ICBS Frontier of Science Award in Mathematics en 2024 (conjointement avec Jérémy Blanc et Stéphane Lamy) pour l'article Quotients of higher-dimensional Cremona groups[13].
- Conférencière invitée au Congrès international des mathématiciens de 2026 (section géométrie complexe et algébrique)[14].

## Publications (sélection)
- (en) Susanna Zimmermann, « The Abelianization of the real Cremona group », Duke Mathematical Journal, vol. 167, no 2,‎ février 2018, p. 211–267 (ISSN 0012-7094 et 1547-7398, DOI 10.1215/00127094-2017-0028, lire en ligne, consulté le 19 janvier 2025)
- (en) Jérémy Blanc, Stéphane Lamy et Susanna Zimmermann, « Quotients of higher-dimensional Cremona groups », Acta Mathematica, vol. 226, no 2,‎ juin 2021, p. 211–318 (ISSN 0001-5962 et 1871-2509, DOI 10.4310/ACTA.2021.v226.n2.a1, lire en ligne, consulté le 19 janvier 2025)
- Susanna Zimmermann, « Groupes de Cremona en dimension supérieure », Actualités de l'INSMI, CNRS,‎ 26 mars 2021 (lire en ligne)